# لن أعيش في جلباب زوجتي (مسرحية)
لن أعيش في جلباب زوجتي مسرحية كويتية عرضت عام 1997. تناقش المشاكل الزوجية وتسلط المرأة على الزوج.عرضت على مسرح الجزيرة في دولة الكويت. أغنيات المسرحية من كلمات ساهر وألحان راشد الخضر. 

## طاقم العمل
بطولة
- طارق العلي
- عبدالناصر درويش
- زهرة عرفات
- حسن البلام
- أحمد السلمان